# پاتاگونیا (فیلم)
پاتاگونیا (انگلیسی: Patagonia) یک فیلم است که در سال ۲۰۱۰ منتشر شد. از بازیگران آن می‌توان به دافی اشاره کرد.